# 苏格艾赫拉斯
苏格艾赫拉斯（阿拉伯语：‎）是阿尔及利亚苏格艾赫拉斯省的省会。